# USS Tulsa (LCS-16)
«Талса» (англ. USS Tulsa (LCS-16)) — бойовий корабель прибережної зони типу «Індепенденс».
Це третій корабель у складі ВМС США з такою назвою, яку отримав на честь міста Талса, штат Оклахома.

## Історія створення
Корабель був замовлений 29 грудня 2010 року. Закладений 11 січня 2016 року на верфі «Austal USA» у місті Мобіл, спущений на воду 16 березня 2017 року.
16 лютого 2019 року корабель був включений до складу флоту].